# Vancouver Lookout
Lo Harbour Centre è un grattacielo situato nel distretto finanziario di Vancouver, a downtown, situato al numero 555 di West Hastings Street. La sua torre panoramica, il Vancouver Lookout, con la sua vista a 360 gradi e il ristorante girevole Top of Vancouver, è uno dei landmark più riconoscibili e una delle strutture più alte della città.
Progettato dalla società WZMH Architects, il palazzo ha 28 piani esclusa la torre di osservazione, che si sviluppa in altezza sopra il corpo principale, per un totale dichiarato di 44 piani. Sull'altezza dell'edificio, le fonti sono discordanti: secondo il sito del Vancouver Lookout, la piattaforma di osservazione è situata 168m sopra il livello della strada; il CTBUH (Council on Tall Buildings and Urban Habitat) indica invece un'altezza di 147m, e altre fonti ancora la riportano a 139m. In ogni caso, rimane uno dei palazzi di uffici più alti di Vancouver, ed era il più alto della Columbia Britannica fino alla costruzione del Living Shangri-La nel 2009.
Il Vancouver Lookout in cima all'edificio fu inaugurato il 13 agosto 1977 da Neil Armstrong; l'evento era commemorato da un'impronta di Armstrong nel cemento, conservata nel Lookout per diversi anni ma andata perduta durante una ristrutturazione. La torre è dotata di ascensori panoramici, con le pareti trasparenti, che impiegano 40 secondi per portare i visitatori da terra fino alla piattaforma di osservazione a 168m.

## Galleria d'immagini

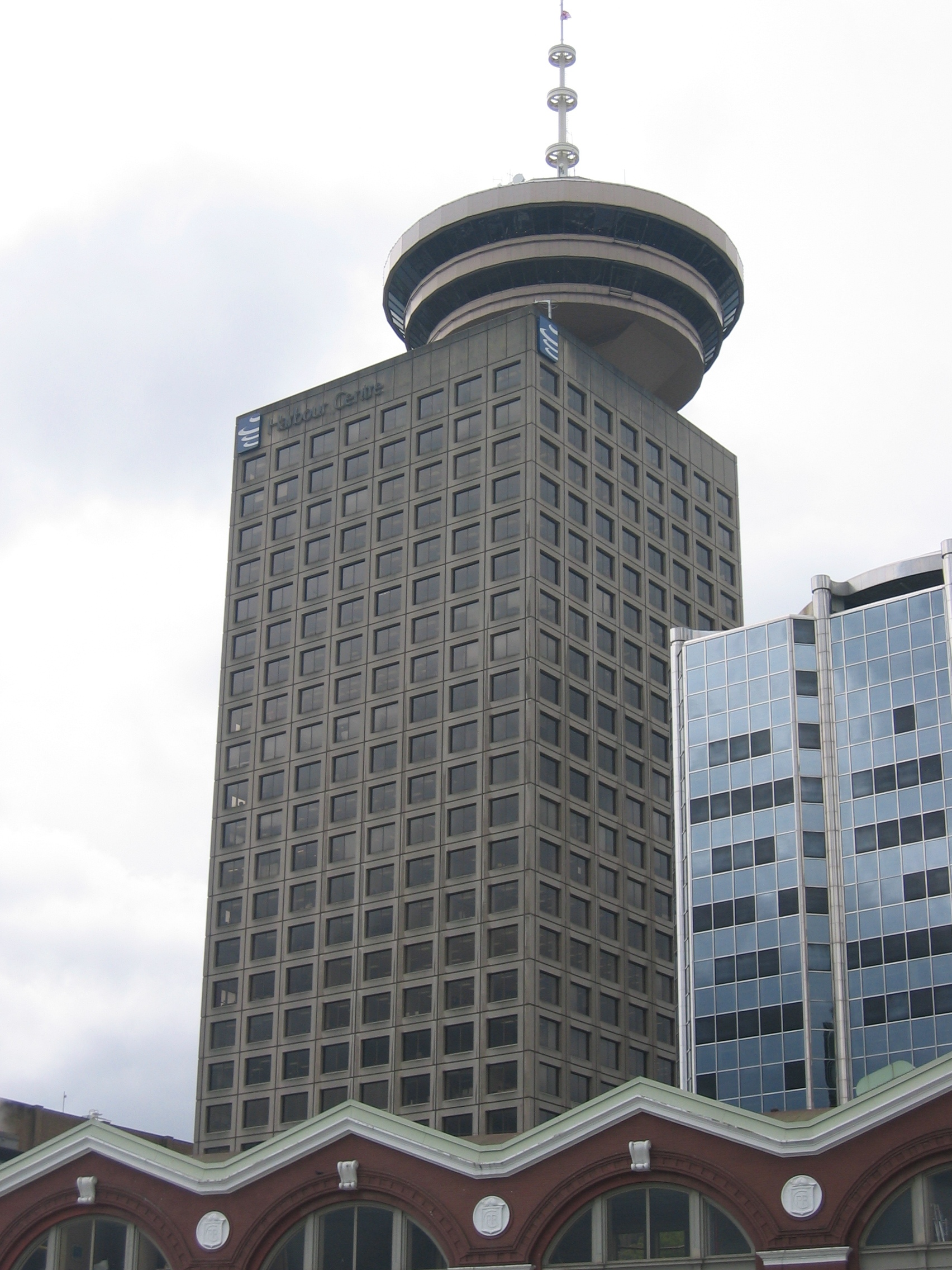
Harbour Centre visto dalla Waterfront Station
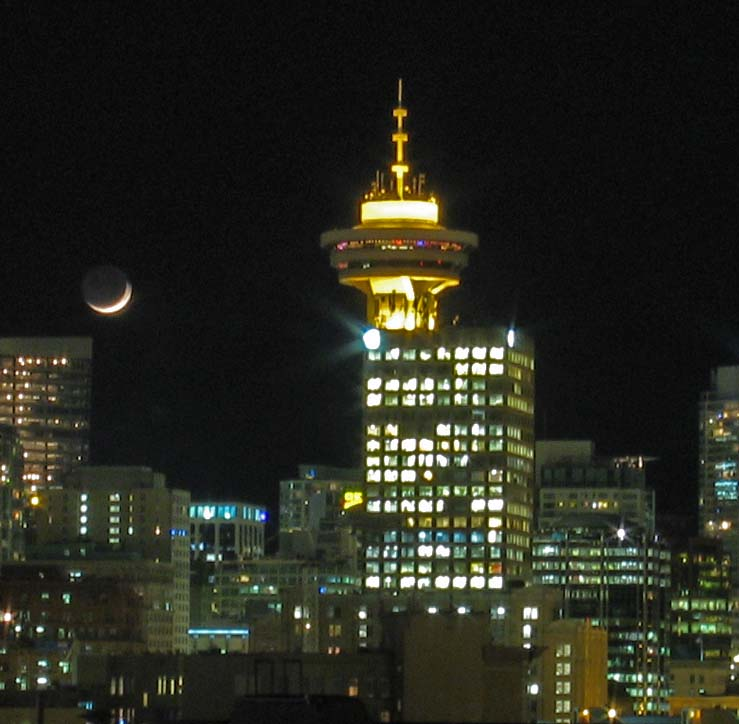
Harbour Centre by night
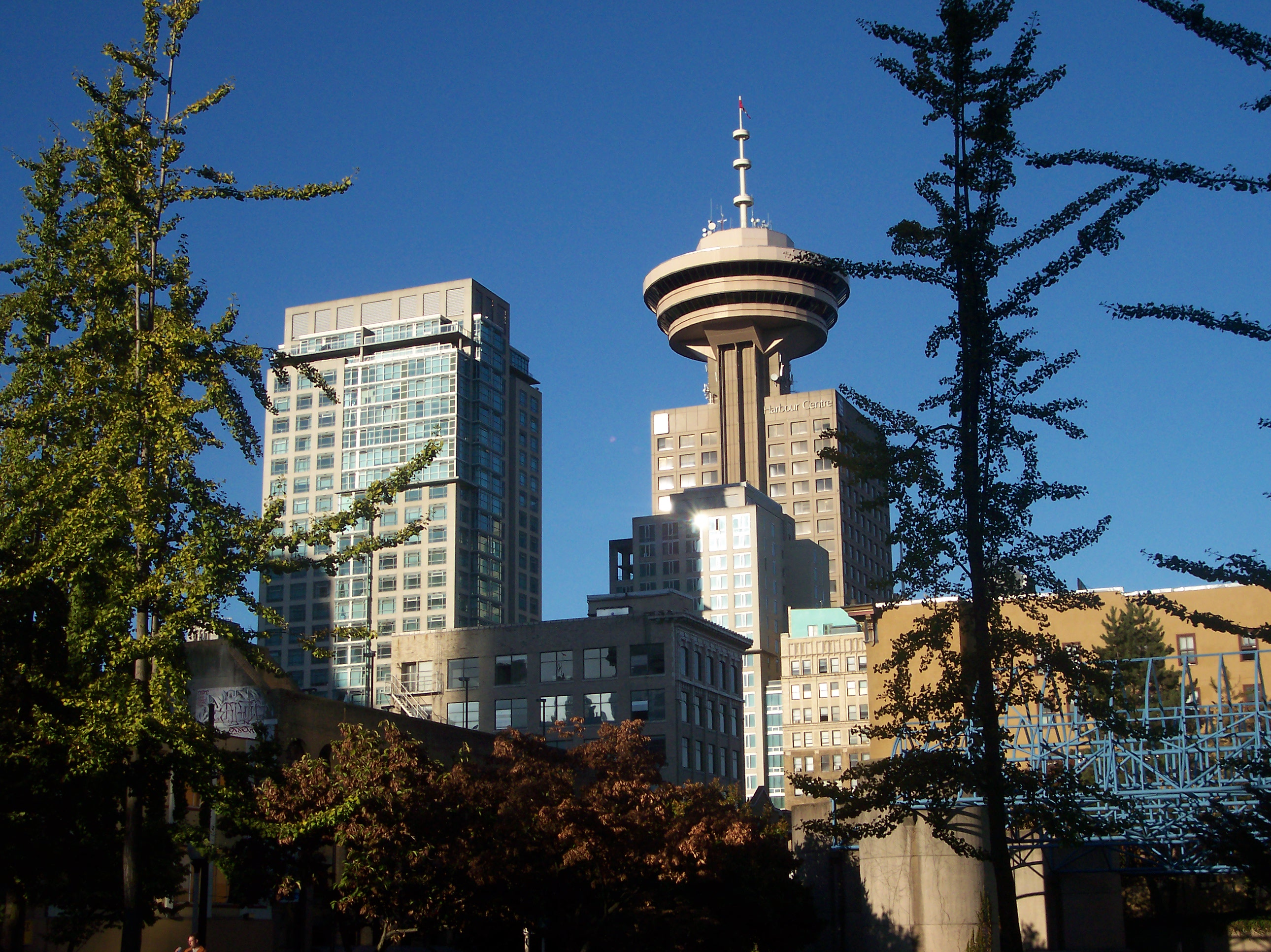
Vista da Dunsmuir Street
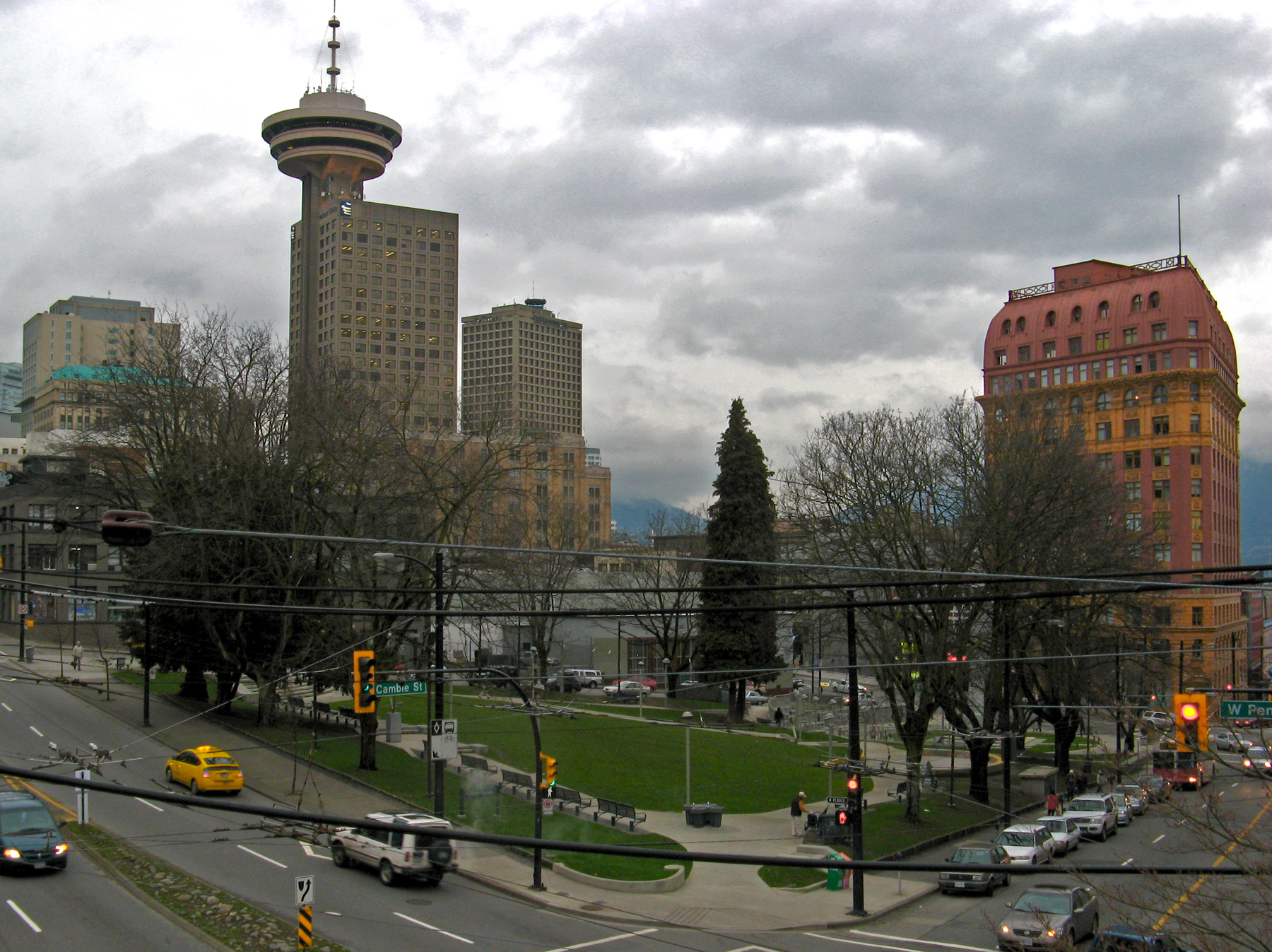
Vista da Victory Square